# Château de Rochlitz
Le château de Rochlitz est un château mediéval dans la ville de Rochlitz sur la rive gauche de la rivière Zwickauer Mulde en Saxe.
Construit comme un château impérial dans la seconde moitié du 10e siècle, il est devenu la propriété des margraves de Wettin en 1143. La forme actuelle du vaste complexe du château est essentiellement déterminée par une conversion gothique en château margraviale dans le dernier quart du XIVe siècle, en plus de plusieurs parties de bâtiments romans. À la fin du XVe et au XVIe siècle, le château a été reconstruit et agrandi et a servi de résidence secondaire, de douaire et de pavillon de chasse à la famille Wettin. Au total, le château et le palais étaient huit fois la résidence des membres de la famille princière saxonne. 
À partir du XVIIIe siècle, le château a servi de siège de l'autorité régionale (bureau judiciaire, tribunal de district), et à partir de 1852 également de prison, pour laquelle d'importantes rénovations étaient nécessaires. Le musée, fondé en 1892, est progressivement agrandi et occupera à l'avenir la quasi-totalité du château.

## Géographie
Le château est situé au sud-ouest du centre de la ville Rochlitz sur un éperon du Rochlitzer Berg qui s'incline progressivement de l'est au nord-est, entre la Zwickauer Mulde et le ruisseau Hellerbach. Le terrain du château est séparé par une fosse du reste de l'éperon. 

## Histoire

### Moyen âge
La région le long de la Zwickauer Mulde, autrefois peuplée par les Slaves, est probablement passée sous la domination allemande sous le roi Henri Ier. Dans la seconde moitié du Xe siècle un territoire a été créé dont le centre était le château de Rochlitz.
Des découvertes archéologiques suggèrent que sur le Nosswitzer Schlossberg, le part plus haut de l'éperon sur lequel se trouve le château et qui jouxte à l'ouest le château actuel, se trouvait une enceinte datant des IXe et Xe siècles. Elle était le prédécesseur du château allemand et a ensuite été transformé en  baile occidentale.
L'église Saint-Pierre a été fondée dans la basse-cour extérieure orientale du château comme église missionnaire et paroissiale pour l'ensemble du territoire avant 981 par le diocèse de Merseburg.
Vers l'an 1000 le château et le territoire de Rochlitz passent comme franc-alleu au margrave Ekkehard Ier de Misnie. Dans une faide entre ses fils Hermann et Ekkehard II et leur oncle Gunzelin, le dernier met le feu au château en 1009. C'est l'occasion de la première mention du château dans un document. En 1046, les possessions des Ekkehardins sont rendues à l'empire par réversion, et le roi Henri III donne à son épouse Agnes ses biens hérités du margrave Ekkehard. Au moins deux résidences royales et impériales sont documentées au château de Rochlitz.
En 1143, le margrave Conrad Ier de Meissen acquit le château et les terres de Rochlitz en cadeau du roi Conrad III. Ainsi, le château entre en possession de la Maison de Wettin, où il reste jusqu'en 1918. Dedo le Gros, un fils cadet de Conrad Ier, devient le comte de Rochlitz en 1156, et le château devient la résidence de la ligne de Rochlitz du Maison de Wettin jusqu'à ce qu'elle s'éteigne dans la lignée masculine en 1210.
La ville de Rochlitz sous le château est fondée formalement vers l'an 1200 sous le règne d'un des descendants de Conrad de Meissen.
Rochlitz reste un point fortifié important des Wettin ainsi que le siège administratif de l'Amt de Rochlitz. En 1223, le château est conquis par le landgrave Louis IV de Thuringe, utilisant un château de siège et un blide. Entre 1286 et 1291, le comte palatin Frédéric de Saxe-Lauchstädt y réside. En 1288, il retient son père, le Landgrave Albert II le Dégénéré, en captivité à Rochlitz. Pendant l'exile de Frédéric, le château appartient de nouveau temporairement au Saint-Empire de 1296 à 1298. En 1298, les troupes de Meissen prennentle château et capturent le gouverneur royal pour le Mark Meissen, Heinrich de Hesse, un cousin du roi. En 1325 et 1329, Frédéric le Sérieux tient court à Rochlitz. 
Sous le règne conjoint des frères Frédéric III de Thuringe, Balthazar de Thuringe et Guillaume Ier de Misnie vers le fin du XIVe siècle, le château et la ville de Rochlitz fleurissent du nouveau. Le château est transformé en style gothique, le Fürstenhaus est construit entre 1375 et 1380, les tours (dites Jupen) vers 1390, et transept avec la chapelle et l'aile sud sont reconstruits. Ces nouvelles constructions et transformations déterminent encore dans une large mesure l'apparence d'aujourd'hui,.
En 1430 le château  (contrairement à la ville) peut être tenu contre une invasion hussite. Après avoir séjourné plus longtemps ici, l'évêque déposé de Würzburg, Sigismond de Saxe y vit en exil conformément à son statut depuis 1436. En 1457, le château a également servi temporairement d'école princière pour les frères Ernest et Albert, les fils de Frédéric II de Saxe et en 1477 pour Frédéric et Jean, les fils d’Ernest. De 1477 à 1480), le château est encore transformé en château fort, où la duchesse Amélie de Saxe, veuve du duc Louis IX de Bavière et sœur d'Ernest et Albert de Saxe, réside de 1481 à 1501. Dans cette période la chapelle du château est aussi reconstruit (vers 1480), et la nouvelle église Saint-Pierre est construit de 1470 et 1499 près du château. De 1507 à 1510, le château sert de résidence à Frédéric de Saxe, grand maître de l'ordre Teutonique. En 1511, le margrave Albert de Brandebourg-Ansbach est accepté dans l'ordre teutonique, et le lendemain il est élevé au rang de Grand Maître au château de Rochlitz.

### Du XVIe jusqu'au XVIIIe siècle
De 1537 à 1547 le château est la rédidence de la duchesse douairière Élisabeth de Hesse, une promotrice de la réforme protestante. Elle est suivie par l'électeur Christian Ier de Saxe de 1586 à 1591 et sa veuve Sophie de Brandebourg de 1591 à 1611. Pendant cette période, le complexe a été converti en pavillon de chasse, la "maison des princes" est redessinée en 1537/47 et à partir de 1586, la "Petite Maison" est construite. Avant 1548, un jardin de plaisance au style de la Renaissance avec une maison de plaisance et des vignes est aménagé sur la colline devant le château.
Pendant la guerre de Trente Ans, le château a été assiégé et pris plusieurs fois par des troupes suédoises. Les bâtiments du château inférieur construits jusqu'à cette époque sont détruits par un incendie en 1645.
En 1693, l'empereur Léopold Ier élève sa maîtresse Magdalena Sibylla von Neitschütz au rang de comtesse impériale de Rochlitz à la demande du prince électeur Jean-Georges IV. Pendant la Grande guerre du Nord en 1706/07, le roi suédois Charles XII choisit à deux reprises Rochlitz comme résidence et quartier général de la garnison suédoise.
Si l'on ne tient pas compte de la construction des ponts du château en 1718, le XVIIIe siècle est marqué par un fort déclin avec la démolition définitive du château inférieur en 1717 et en 1784 même d'autres parties du château lui-même, comme l'étage supérieur du palais, le puits et le grenier à grains et d'autres bâtiments.

### XIXe siècle

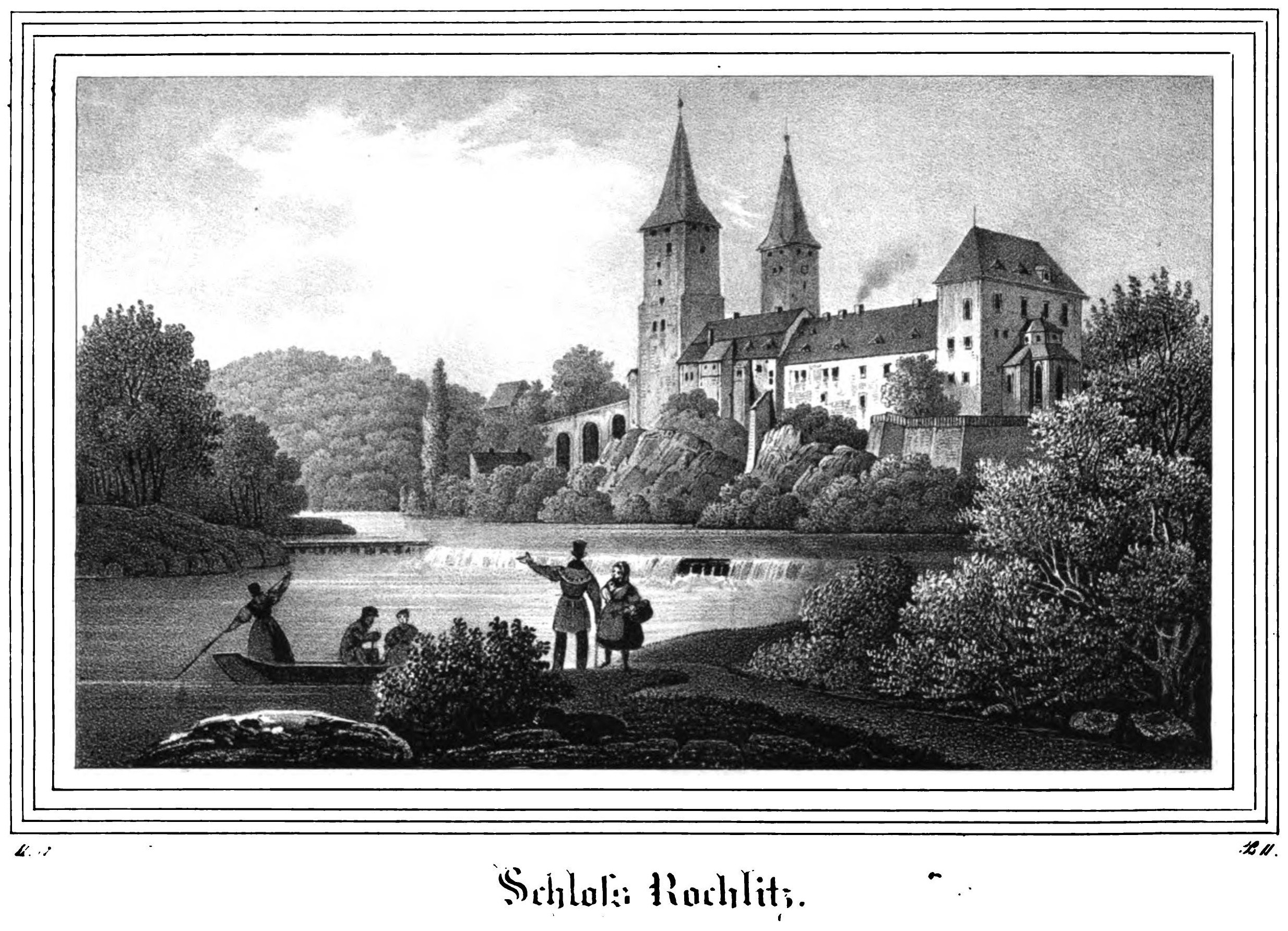
Le château en 1834

Le château reste en grande partie inutilisé jusqu'à 1848 quand un commandement de garde y est stationné. En 1850 il devient le siège d'un tribunal de district, et nombreux prisonniers y sont détenus après la révolution de 1848 («prisonniers du mai»). En 1852, le Fürstenhaus et le Querhaus sont modifiés pour la magistrature, et le bâtiment cellulaire de la maison d'arrêt est construit, qui est utilisé jusqu'en 1961. 
En 1893 un musée est installé dans la chapelle du château.

### XXe siècle
De 1934 à 1936, d'importantes mesures de rénovation ont été réalisées. Un camp de l'armée américaine pour les prisonniers de guerre et les responsables du NSDAP existe ici d'avril à juin 1945. Après la prise de la région par les troupes soviétiques, il est convertie en quartier général et en camp du NKVD de juillet 1945 à mai 1947. Le musée est rouvert en mai 1948. Jusqu'en 1960, le château reste sous la juridiction du ministère de la justice de la RDA et passe ensuite dans la responsabilité de la ville de Rochlitz. Il est utilisé comme cour de tribunal, bâtiment résidentiel, bureau, archives de la ville, musée et à partir de 1963/64 également comme garderie scolaire. Le tribunal de district demenage en 1990, et bâtiment des cellules sur la côté nord est demolie, suivi par la reconstruction du couloir de défense nord. Avec la reprise par le Land de Saxe et l'entreprise publique Staatliche Schlösser, Burgen und Gärten Sachsen en 1994, de vastes travaux de sécurisation, de réaménagement et de restauration ont été entreprises,.